# Olympische Sommerspiele 1936/Schwimmen – 1500 m Freistil (Männer)
Der Schwimmwettkampf über 1500 Meter Freistil der Männer bei den Olympischen Spielen 1936 in Berlin wurde vom 13. bis 15. August ausgetragen. Olympiasieger wurde Noboru Terada. Silber gewann der US-Amerikaner Jack Medica und Bronze ging an Shunpei Utō, ebenfalls aus Japan.

## Rekorde
Vor Beginn der Olympischen Spiele waren folgende Rekorde gültig.
| Weltrekord         | 19:07,2 min | Arne Borg      | Bologna, Italien                | 2. September 1927 |
| Olympischer Rekord | 19:12,4 min | Kusuo Kitamura | Los Angeles, Vereinigte Staaten | 13. August 1932   |

Während des Wettkampfs wurden keine neuen Rekorde aufgestellt.

## Ergebnisse

### Vorläufe
Die Vorläufe wurden am 13. August ausgetragen. Die drei ersten Athleten eines jeden Laufs sowie die zwei zeitschnellsten Athleten aller Läufe qualifizierten sich für das Halbfinale.
Lauf 1
| Rang | Athlet           | Nation          | Zeit        | Anm. |
| ---- | ---------------- | --------------- | ----------- | ---- |
| 1    | Sunao Ishiharada | Japan           | 19:55,8 min | QQ   |
| 2    | Robert Leivers   | Großbritannien  | 20:04,4 min | QQ   |
| 3    | Heinz Arendt     | Deutsches Reich | 20:10,7 min | QQ   |
| 4    | Robert Pirie     | Kanada          | 20:16,4 min | qq   |
| 5    | Manoel Villar    | Brasilien       | 21:49,9 min |      |
| 6    | István Angyal    | Ungarn          |             |      |
| DNS  | Qadri Mahmud     | Ägypten         |             |      |
| DNS  | Kurt Patuzzi     | Österreich      |             |      |

Lauf 2
| Rang | Athlet            | Nation             | Zeit        | Anm. |
| ---- | ----------------- | ------------------ | ----------- | ---- |
| 1    | Jack Medica       | Vereinigte Staaten | 19:55,5 min | QQ   |
| 1    | Noboru Terada     | Japan              | 19:55,5 min | QQ   |
| 3    | Jørgen Jørgensen  | Dänemark           | 21:42,0 min | QQ   |
| 4    | Robert Hooper     | Kanada             | 21:47,4 min |      |
| 5    | João Havelange    | Brasilien          | 22:54,1 min |      |
| DNS  | Washington Guzmán | Chile              |             |      |
| DNS  | Ödön Gróf         | Ungarn             |             |      |

Lauf 3
| Rang | Athlet          | Nation             | Zeit        | Anm. |
| ---- | --------------- | ------------------ | ----------- | ---- |
| 1    | Shunpei Utō     | Japan              | 19:48,3 min | QQ   |
| 2    | Ralph Flanagan  | Vereinigte Staaten | 19:49,9 min | QQ   |
| 3    | Hans Freese     | Deutsches Reich    | 20:13,7 min | QQ   |
| 4    | Christian Talli | Frankreich         | 21:03,0 min | qq   |
| 5    | Robert Hamerton | Kanada             | 21:05,5 min |      |
| 6    | Aage Hellstrøm  | Dänemark           | 21:16,9 min |      |
| DNS  | Maximino García | Uruguay            |             |      |

Lauf 4
| Rang | Athlet            | Nation             | Zeit        | Anm. |
| ---- | ----------------- | ------------------ | ----------- | ---- |
| 1    | James Cristy      | Vereinigte Staaten | 20:26,5 min | QQ   |
| 2    | Norman Wainwright | Großbritannien     | 20:47,6 min | QQ   |
| 3    | Otto Przywara     | Deutsches Reich    | 20:59,0 min | QQ   |
| 4    | Edmund Pader      | Österreich         | 21:13,9 min |      |
| DNS  | Jorge Berroeta    | Chile              |             |      |
| DNS  | Árpád Lengyel     | Ungarn             |             |      |

### Halbfinale
Das Halbfinale wurde am 11. August ausgetragen. Die ersten drei Athleten eines jeden Laufs sowie der zeitschnellste Viertplatzierte qualifizierten sich für das Finale.
Halbfinale 1
| Rang | Athlet           | Nation             | Zeit        | Anm. |
| ---- | ---------------- | ------------------ | ----------- | ---- |
| 1    | Noboru Terada    | Japan              | 19:48,6 min | QQ   |
| 2    | Ralph Flanagan   | Vereinigte Staaten | 19:59,4 min | QQ   |
| 3    | Robert Leivers   | Großbritannien     | 20:10,0 min | QQ   |
| 4    | James Cristy     | Vereinigte Staaten | 20:25,8 min |      |
| 5    | Hans Freese      | Deutsches Reich    | 20:27,6 min |      |
| 6    | Otto Przywara    | Deutsches Reich    | 20:55,0 min |      |
| 7    | Jørgen Jørgensen | Dänemark           | 21:46,3 min |      |

Halbfinale 2
| Rang | Athlet            | Nation             | Zeit        | Anm. |
| ---- | ----------------- | ------------------ | ----------- | ---- |
| 1    | Jack Medica       | Vereinigte Staaten | 19:42,8 min | QQ   |
| 2    | Sunao Ishiharada  | Japan              | 19:53,9 min | QQ   |
| 3    | Shunpei Utō       | Japan              | 19:55,6 min | QQ   |
| 4    | Heinz Arendt      | Deutsches Reich    | 19:56,1 min | qq   |
| 5    | Norman Wainwright | Großbritannien     | 20:14,4 min |      |
| 6    | Robert Pirie      | Kanada             | 20:17,3 min |      |
| 7    | Christian Talli   | Frankreich         | 21:09,8 min |      |

### Finale
15. August 1936
| Rang | Athlet           | Nation             | Zeit        |
| ---- | ---------------- | ------------------ | ----------- |
| 1    | Noboru Terada    | Japan              | 19:13,7 min |
| 2    | Jack Medica      | Vereinigte Staaten | 19:34,0 min |
| 3    | Shunpei Utō      | Japan              | 19:34,5 min |
| 4    | Sunao Ishiharada | Japan              | 19:48,5 min |
| 5    | Ralph Flanagan   | Vereinigte Staaten | 19:54,8 min |
| 6    | Robert Leivers   | Großbritannien     | 19:57,4 min |
| 7    | Heinz Arendt     | Deutsches Reich    | 19:59,0 min |